# Ulises Rivas
Ulises Rivas Gilio (Torreón, 25 gennaio 1996) è un calciatore messicano, centrocampista del Pumas UNAM.

## Caratteristiche tecniche
È un mediano.

## Carriera

### Club
Cresciuto nel settore giovanile del Santos Laguna, ha esordito in prima squadra l'11 aprile 2014 disputando l'incontro di Coppa Libertadores perso 3-0 contro l'Arsenal Sarandí

### Nazionale
Nel 2013 ha partecipato ai Mondiali Under-17.

## Palmarès

### Club

#### Competizioni nazionali
- Campionato messicano: 2

Santos Laguna: Clausura 2015, Clausura 2018
- Campeón de Campeones: 1

Santos Laguna: 2015